# Hort de Martí
Hort de Martí és una obra del municipi de Tortosa (Baix Ebre) inclosa en l'Inventari del Patrimoni Arquitectònic de Catalunya.

## Descripció
Nucli d'habitatge i explotació agrícola situat dins el terme municipal de Tortosa, al nucli i partida de Vinallop. Vora la carretera de Tortosa a Santa Bàrbara, al km 180. El sector edificat és conformat per un grup de cossos adossats que creen una planta irregular, destinats a habitatge, magatzems i, en principi, corrals.
El cos principal, de planta rectangular, és el destinat a habitatge, està cobert amb teulada a doble vessant, dissimulada a nivell de façana per una barana seguida, amb carener paral·lel a la façana. La barana superior conté la inscripció d'"Hort de Martí". Actualment l'edifici està dividit en dos habitatges, del mateix propietari. A la dreta de l'edifici es conserva la sínia, restaurada tal com era en principi, cadups inclosos, però amb el pou cegat a nivell de terra, donat que no s'utilitza.
Actualment, en especial la façana i el pati del davant dels habitatges es troben refets, igual que part de la distribució interior en dividir-se en dos l'habitatge original.